# Sebek
Sébek, tudi sêlfi (angleško selfie), je avtoportretna fotografija, običajno posneta z digitalnim fotoaparatom ali pametnim telefonom, ki ga lahko držite v roki ali ga podprete s palico za sebke. Sebki se pogosto delijo v družabnih medijih prek storitev družabnih omrežij, kot so Facebook, Twitter, Snapchat in Instagram.
Pogosto so priložnostne narave (ali pa so na videz priložnostne). Sebek se običajno nanaša na avtoportretne fotografije, ki so posnete s fotoaparatom, ki ga držite na dolžini roke, v nasprotju s tistimi, ki so posnete z uporabo samosprožilca ali daljinskega upravljalnika. Vendar pa lahko sebek vključuje več osebkov; če fotografijo posname eden od osebkov, ki so na njej, se šteje za sebek. Lahko pa naredimo tudi zrcalni sebek, pri katerem je fotoaparat usmerjen v ogledalo in ne neposredno v obraz, da dobimo posnetek celega telesa.

## Priljubljenost v družbenih medijih
Aplikacije družbenih medijev, kot sta Instagram in Snapchat, s funkcijami, kot so Geofiltri, povezovanje sorodnih tem s ključniki in slikovne zgodbe, spodbujajo ljudi k ustvarjanju sebkov. Geofiltri omogočajo ustvarjanje sebkov s prekrivnimi elementi, ki so lahko komični, saj spremenijo podobo sebka in pokažejo kje se nahajate. Septembra 2017 se je Instagram pohvalil s 500 milijoni dnevno aktivnih uporabnikov svoje aplikacije za samopromocijo in deljenje sebkov ter 800 milijoni mesečno aktivnih uporabnikov. Snapchat poroča o 178 milijonih dnevno aktivnih uporabnikov svoje storitve. Od julija 2017 so štiri najbolj priljubljene storitve družbenih omrežij po priljubljenosti naslednje: Facebook, Facebook Messenger, Instagram in Snapchat.
Selfiji so priljubljeni v družbenih medijih. Instagram ima več kot 53 milijonov fotografij, označenih z angleškim ključnikom #selfie in ok. 25.000 s slovenskim ključnikom #sebek. Oktobra 2013 je bila angleška beseda »selfie« v enotedenskem obdobju več kot 368.000-krat omenjena v posodobitvah stanja na Facebooku. V istem obdobju je bil na Twitterju angleški ključnik #selfie uporabljen v več kot 150.000 tvitih.